# 20 Близнецов
20 Близнецов (лат. 20 Geminorum, HD 46136) — двойная или кратная звезда в созвездии Близнецов на расстоянии приблизительно 262 световых лет (около 80 парсеков) от Солнца. Видимая звёздная величина звезды — +6,242.

## Характеристики
Первый компонент — жёлто-белый гигант спектрального класса F7III. Радиус — около 3,72 солнечных. Эффективная температура — около 6191 К.
Второй компонент — жёлто-белый субгигант спектрального класса F5IV. Эффективная температура — около 6760 К.